# Çetin Alp
Çetin Alp (* 21. Juni 1947 in Malatya als Çetin Küçükarslan; † 18. Mai 2004 in Istanbul) war ein türkischer Sänger und Teilnehmer beim Eurovision Song Contest 1983 in München.

## Leben und Wirken
Alp nahm erstmals 1979 an der türkischen Vorentscheidung zum Eurovision Song Contest teil, bei der er den 5. Platz belegte. Im Jahr 1983 nahm Alp erneut an der Vorentscheidung teil, die er diesmal gewann. Mit der Komposition Opera (de: Die Oper) von Aysel Gürel und Buğra Uğur vertrat Alp die Türkei beim Eurovision Song Contest 1983 in München in Begleitung der Gruppe The Short Waves. In München belegten Alp und die Vertreterin Spaniens, die Flamencosängerin Remedios Amaya, die letzten beiden Plätze mit jeweils 0 Punkten.
Alp nahm kurzfristig an der Vorentscheidung 1983 teil. Buğra Uğur präsentierte ihm die fertige Komposition und wollte Alp für eine Teilnahme am Gesangswettbewerb gewinnen. Aysel Gürel bemerkte bei den Proben die operettenhafte Stimme von Alp, worauf die Idee eines Texts über die Opernmusik entstand. Nach dem Sieg bei der Vorentscheidung gab es Proteste von der Bevölkerung gegen das Lied, die Alp auch auf seine uneheliche Beziehung zurückführte. Alp beklagte, dass die Medien seinen erfolgreichen Platzierungen bei anderen Musikwettbewerben (in den USA und in Bulgarien) nie Medienpräsenz verliehen haben. Beispielsweise bekam er nach dem letzten Platz bei der Eurovision beim Balkan Song Contest den Preis für das beste Talent. Aber das Image des „Verlierers der Eurovision“ als Sänger des „schlechtesten Eurovisionliedes Opera“ konnte er sein Leben lang nicht loswerden. In der Türkei erwähnte man ihn ausschließlich im Zusammenhang mit Opera. Alp gab aber an, dass man in der Türkei die Eurovisionteilnehmer vergesse, er und Opera allerdings zumindest auf diese Weise nie vergessen wurden.
Alp starb am 18. Mai 2004 an einem Herzinfarkt. Er wurde am Abend desselben Tages von seiner Tochter tot in seiner Wohnung im Istanbuler Viertel Kadıköy aufgefunden. Alp litt längere Zeit an Herzproblemen.
Alp lebte in den 1980er Jahren in einer neunjährigen Beziehung mit der englischstämmigen in der Türkei lebenden und berühmten Schauspielerin Suna Yıldızoğlu. Alp hinterließ einen Sohn und eine Tochter. Die Mutter seiner Kinder war seine ehemalige Ehefrau Şermin Küçükarslan.

## Diskografie

### Singles (Auswahl)
- 1979: Son Defa Görsem
- 1981: Son Olsun / Sonsuz Aşk (mit Suna Yıldızoğlu)
- 1983: Opera